# ジミー・ドーリットル
ジェイムズ・ハロルド・ドゥーリトル（James "Jimmy" Harold Doolittle, 1896年12月14日- 1993年9月27日）は、アメリカ陸軍の軍人、パイロット。日本ではドーリットルと表記されることが多い。1925年のシュナイダー・トロフィー・レースで優勝したことや1942年4月18日のドーリットル空襲を指揮したことで有名である。

## 主な経歴
- 1896年にカリフォルニア州のアラメダで生まれる。
- 1917年アメリカ陸軍航空部に入隊。
- 1922年にカリフォルニア大学バークレー校を卒業。同年9月、De Havilland DH.4にてフロリダからサンディエゴまでを所要時間約21時間で飛び、初のアメリカ横断飛行を達成[1]。
- 1925年、航空工学の分野でマサチューセッツ工科大学（MIT）より博士号を授与された。また、同年10月にはR3C-2を駆ってシュナイダー・トロフィー・レース優勝を果たす。
- 1929年9月24日、計器飛行実験を行ない、操縦席を目隠しした飛行機で離陸、旋回、着陸に成功。
- 1930年に中尉で退役し、シェル石油の航空部に支配人として入社。同年ハーモン・トロフィーを獲得。
- 1931年ベンディックストロフィーを獲得。
- 1932年トンプソン・トロフィーで優勝[2]。
- 1940年軍に復帰

- 1942年
  - 1月2日、中佐に任命される。
  - 4月18日、東京初空襲を指揮[3]。
  - 7月、東京初空襲の軍功で2階級昇進、准将に昇進した。
  - 9月、北アフリカ戦線の司令官となった。
  - 11月、アフリカ北西部の戦略空軍司令官、少将となった。
- 1944年1月、イギリス本土のアメリカ第8空軍の司令官、中将となった。
- 1946年5月10日予備役となった。
- 1957年アメリカ航空諮問委員会委員長に就任。
- 1959年に退役後、シェル石油の副社長などを歴任。同年米国科学アカデミーより公共福祉メダル受賞。
- 1985年4月4日、予備役大将に昇進。

## 部下
- ジェイコブ・デシェーザー軍曹 - 後に宣教師として日本に派遣された。